# Piwowarstwo w Lipianach
Piwowarstwo w Lipianach – historia piwowarstwa w Lipianach (województwo zachodniopomorskie) oraz produkt tradycyjny – lipiańskie piwo Zaczynaj.

## Historia

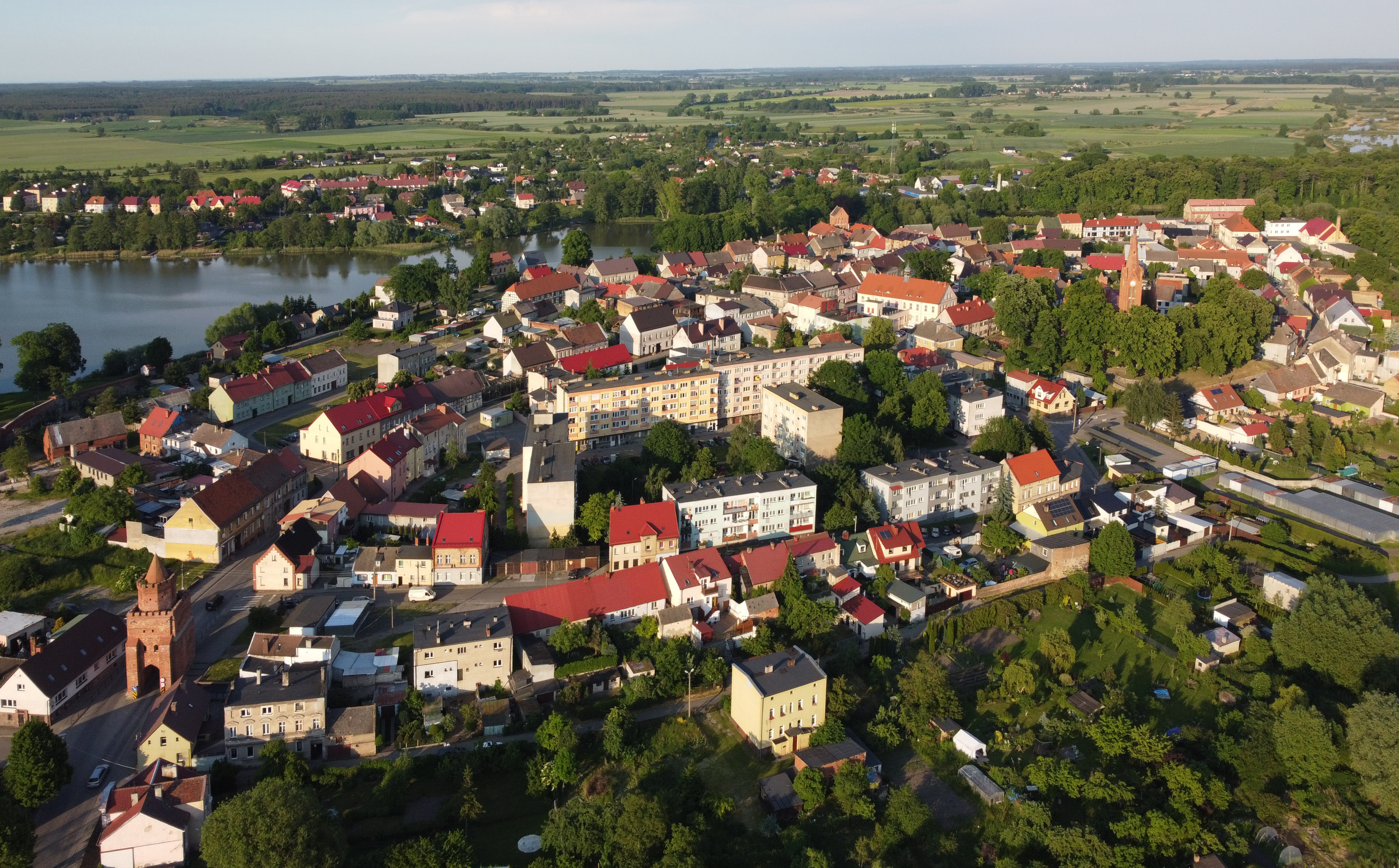
Lipiany

Historia dobrze rozwiniętego w Lipianach piwowarstwa sięga XIV wieku, co znajduje odzwierciedlenie w źródłach historycznych. Zapisy z roku 1369 mówią o tym, że głównymi zajęciami mieszkańców miasta było rolnictwo, rybołówstwo i piwowarstwo. Sytuacja ta nie ulegała zmianie w wiekach następnych, a intensywny proceder warzenia piwa miał wpływ także na inne gałęzie lokalnego rzemiosła. XVIII-wieczne spisy i zestawienia głoszą, że oprócz piwowarów w mieście było wielu szynkarzy piwa oraz bednarzy, wytwarzający beczki na potrzeby przechowywania piwa i innych napojów alkoholowych. W 1735 roku wykazano na terenie Lipian 86 browarów. O wysokiej jakości napoju świadczyła jego nieustająca, wielowiekowa popularność, a także chętne zamówienia z licznych na Pomorzu, zamożnych majątków szlacheckich. Trunek był bardzo często używany do opijania transakcji handlowych, czy zakupów na targach.
Rada miejska Lipian czuwała nad właściwą jakością piwa i zapobiegała nieprawidłowościom w procesie warzenia. Rajcy poddawali piwo lipiańskie próbom na zawartość słodu i wrażenia smakowe. Wędrowiec Zachodniopomorski z 2005 roku tak opisał ich przebieg:

Próba na zawartość słodu:
Pierwsza próba polegała na tym, że rajcowie ubrani w skórzane spodnie siadali na ławie, którą wcześniej polano badanym piwem i opróżniali beczkę piwa. Popijając piwo jednocześnie wcierali w spodnie rozlane na ławach piwo. Potem na dany znak wstawali [...] i jeśli ława podniosła się razem z nimi to znaczyło, że piwo ma odpowiednią ilość słodu.
Próba smakowa:
Próba oceny smaku polegała na tym, że rajcowie smakowali piwo z dzbana. Pierwszy smakował burmistrz, a następnie pili rajcowie według starszeństwa. Kończył dzban najmłodszy, często bywało, że dlań już nie starczało, a kolejny dzban rozpoczynał znowu burmistrz. Jeśli te dwie próby były pozytywne – to browarnik otrzymywał zgodę rady na sprzedaż swojego trunku.
W wydawnictwie Topographia Marchica autorstwa Mikołaja Leutingera (XVI wiek) zawarto zdanie: Lippehnum iuresue lege bibculie famosum (pol. Lipiany przez swoje prawo i porządek picia wsławione). Na jednym z lipiańskich dzbanów do piwa (XIX wiek) pod herbem Lipian zamieszczono napis w łamanym języku łacińskim: Qui bibi ex negas ex frischibus incipi ille (pol. Kto wypije ostatnią kroplę, zacznie od następnej).
Po roku 1945 tradycje piwowarskie Lipian podupadły i zostały zapomniane. W początku XXI wieku wskrzesiło ją Bractwo Piwowarów Lidera Pojezierza w Barlinku.

## Lipiańskie piwo Zaczynaj – produkt tradycyjny
Lipiańskie piwo Zaczynaj wpisano na polską listę produktów tradycyjnych w dniu 17 marca 2017 roku, jako czterdziesty produkt z województwa zachodniopomorskiego. Jest to piwo klarowne, z długo utrzymującą się na wierzchu, stabilną pianą. Dominują w nim aromaty słodowo-chmielowe, możliwe są także nuty karmelowe, cytrusowe oraz bananowo-goździkowe. Nazwa wywodzić się ma od legendy, w myśl której najmłodszy lipiański rajca Piotr Wadephul, zawsze otrzymujący ostatni łyk piwa podczas próby słodowej, postanowił w roku 1479 złożyć skargę do burmistrza, a gdy to nie przyniosło skutku, do margrabiego, władcy Nowej Marchii, który miał mu odrzec: „Kto wypije ostatki zaczyna świeże pić”. Nazwa Zaczynaj pojawiła się po raz pierwszy w artykule Bogdana Frankiewicza z 1958, ale być może znana była wcześniej.
Początkowo piwo Zaczynaj wytwarzano w domach, na własny użytek, zachęcając kaskadowo innych. Smak tego trunku prezentowany jest podczas warsztatów piwowarskich i lokalnych imprez, w których bierze udział m.in. Bractwo Piwowarów Lidera Pojezierza.

## Piwo lipiańskie w poezji
Piwo z Lipian było przedmiotem twórczości poetyckiej. Najstarszy wiersz na ten temat napisał nieznany poeta w XV wieku. Był to Jus Lipphnense de anno 1479. Drugi napisał Ernest Ludwik Wilhelm Grieben z Lipian, a trzeci Fritz Eichberg z Myśliborza. Wiersze te umieścił w swojej kronice Lipian Winter i Biens.